# Oud Kihlanki
Oud Kihlanki (Fins: Vanha Kihlanki) is een gehucht binnen de Finse gemeente Muonio.  Het dorpje ligt aan de Muonio tegenover het Zweedse Kihlanki. Tussen beide plaatsen is geen brugverbinding. Het dorp ligt aan een afslag van de Europese weg 8 tussen de plaatsen Muonio en Kolari.